# Szkoła Rzemiosł Budowlanych w Kazimierzu Dolnym
Szkoła Rzemiosł Budowlanych – szkoła artystyczna założona w 1918 roku przez architekta Jana Witkiewicza.

## Historia
Początkowo jej siedziba znajdowała się w Nałęczowie, jednak w roku 1919 została przeniesiona do Kazimierza Dolnego. Zajęcia warsztatowe prowadzono w dawnej garbarni przy ul. Nadwiślańskiej, a sale lekcyjne i internet znajdowały się w opuszczonym budynku klasztornym oo. reformatów. W szkole uczono m.in. historii sztuki, rzeźby i rysunku artystycznego. Poza tym prowadzono zajęcia z takich przedmiotów jak ślusarstwo, murarstwo i stolarstwo. Do roku 1922 była to placówka prywatna dotowana przez Ministerstwo Oświaty i Sejmik Powiatowy w Puławach. Absolwentami szkoły byli m.in. Henryk Tarkowski, Tadeusz Godziszewski i Józef Gosławski.

## Pedagodzy związani ze szkołą
- Jan Witkiewicz – architektura
- Karol Husarski – język polski
- dr Tadeusz Tyszkiewicz – higiena
- Aleksander Żurakowski
- ks. Stanisław Szepietowski – religia
- Marian Łopuski – fizyka, chemia